# 沙泰洛德朗
沙泰洛德朗（法語：Châtelaudren，法語發音：[ʃatɛlodʁɛ̃]）是法国阿摩尔滨海省的一个旧市镇，位于该省中部，属于圣布里厄区。2019年1月1日，沙泰洛德朗和相邻的普卢阿加特合并为新市镇沙泰洛德朗-普卢阿加特（Châtelaudren-Plouagat）并成为新市镇政府驻地。

## 历史
沙泰洛德朗历史上为戈埃洛地区的首府。

## 地理
该地名“Châtelaudren”发音为[ʃatɛlodʁɛ̃]（相当于“Châtel-Audren”）而非[ʃatlodʁɛ̃]，《世界地名翻译大辞典》与《世界地名译名词典》将其误译作“沙特洛德朗”。
沙泰洛德朗（48°32'32"N, 2°58'16"W）面积0.46 平方千米，位于法国布列塔尼大區阿摩尔滨海省，该省份为法国西北部沿海省份，位于布列塔尼半岛北部，北濒大西洋英吉利海峡，西接菲尼斯泰尔省，南至莫尔比昂省，东临伊勒-维莱讷省。
与沙泰洛德朗接壤的市镇（或旧市镇、城区）包括：普莱洛、普卢阿加特。
沙泰洛德朗的时区为UTC+01:00、UTC+02:00（夏令时）。

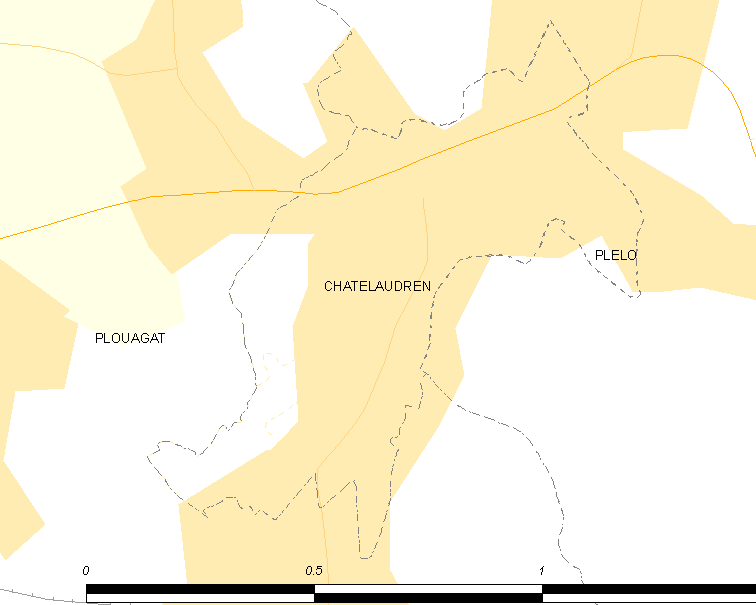
沙泰洛德朗的OSM定位图

## 行政
沙泰洛德朗的邮政编码为22170，INSEE市镇编码为22038。

## 政治
沙泰洛德朗所属的省级选区为普莱洛县。

## 人口

1962-2008年间沙泰洛德朗人口变化图示

沙泰洛德朗于2018年1月1日时的人口数量为1002人。